# Fuad Aleksandrowicz
Fuad Aleksandrowicz (ur. 15 października 1875, zm. 6 marca 1937 w Wilnie) – podpułkownik artylerii Wojska Polskiego.

## Życiorys
Pochodził z rodziny tatarskiej. Urodził się 15 października 1875 (według Aleksandra Miśkiewicza w 1868). Miał brata Abrahama.
Był oficerem Armii Imperium Rosyjskiego. Po zakończeniu I wojny światowej i po odzyskaniu przez Polskę niepodległości został przyjęty do Wojska Polskiego. Brał udział w wojnie polsko-bolszewickiej w szeregach 29 pułku artylerii polowej. Po zajęciu Słonimia przez Polaków został w 1919 pierwszym burmistrzem tego miasta.
Został zweryfikowany w stopniu podpułkownika rezerwy artylerii ze starszeństwem z dniem 1 lipca 1919 i w 1923 był oficerem zatrzymanym w służbie czynnej w 29 pułku artylerii polowej . Następnie został zweryfikowany w stopniu podpułkownika zawodowego artylerii ze starszeństwem z dniem 1 lipca 1919 i w 1924 był oficerem 29 pap. W 1925 był dowódcą 29 pułku artylerii polowej. Po przeniesieniu w stan spoczynku zamieszkiwał w Wilnie na przełomie lat 20. i 30.. W 1934 jako podpułkownik w stanie spoczynku był przydzielony do Oficerskiej Kadry Okręgowej nr III jako oficer w dyspozycji dowódcy OK Nr III i pozostawał wówczas w ewidencji Powiatowej Komendy Uzupełnień Wilno Miasto
Zmarł 6 marca 1937 w Wilnie. 9 marca 1937 po pogrzebie z honorami wojskowymi przed meczetem w Słonimu został pochowany na cmentarzu muzułmańskim pod tym miastem.